# Henri Guybet

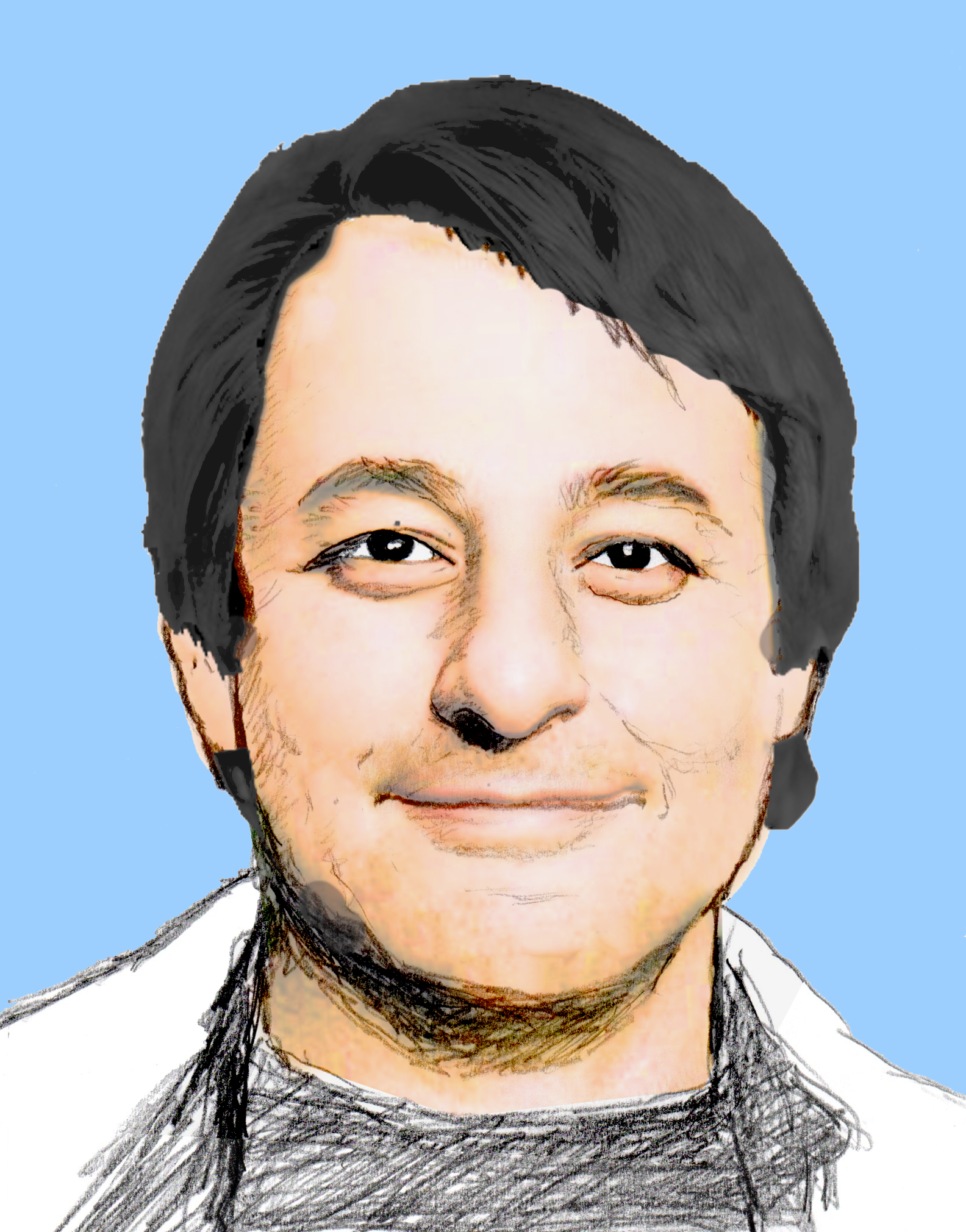
Henri Guybet

Henri Guybet (* 21. Dezember 1936) ist ein französischer Schauspieler.

## Leben
Er begann wie Coluche, Gérard Depardieu, Patrick Dewaere und Miou-Miou am Pariser Café de la gare. Bekannt wurde er als Salomon, jüdischer Chauffeur des antisemitischen Buntspecht Louis de Funès, in Die Abenteuer des Rabbi Jacob (in dem auch Miou-Miou mitwirkte, seine spätere Partnerin in der schwarzen Komödie Kein Problem). Seine erste romantische Hauptrolle hatte er 1978 in Ein Pauker zum Verlieben an der Seite von Claude Jade. 1982 spielte er wiederum neben Claude Jade als deren Lehrerkollege in Le bahut va craquer. Weitere Filme waren unter anderem Ein Tolpatsch auf Abwegen, Die Trottel von der 7. Kompanie, Wenn Leckerbissen locken und Dog Day – Ein Mann rennt um sein Leben.
Henri Guybet ist der Vater des Schauspielers Christophe Guybet.

## Filmografie (Auswahl)
- 1968: Liebe macht lustig, Liebe tut weh (L’amour c’est gai, l’amour c’est triste)
- 1971: Musketier mit Hieb und Stich (Les mariés de l’an deux)
- 1973: Durch Paris mit Ach und Krach (Elle court, elle court la banlieue)
- 1973: Die Abenteuer des Rabbi Jacob (Les aventures de Rabbi Jacob)
- 1974: Der lange Blonde mit den roten Haaren (La moutarde me monte au nez)
- 1974: Der große Blonde kehrt zurück (Le retour du grand blond)
- 1976: Ein Tolpatsch auf Abwegen (On aura tout vu!)
- 1978: Ein Pauker zum Verlieben (Le pion)
- 1978: Das Freudenhaus in der Rue Provence (One, Two, Two : 122, rue de Provence)
- 1979: Les héros n’ont pas froid aux oreilles
- 1980: Der Puppenspieler (Le guignolo)
- 1981: Ist das wirklich Liebe, Liebling? (Est-ce bien raisonnable?)
- 1982: Ein pikantes Geschenk (Le cadeau)
- 1981: Le bahut va craquer
- 1982: Wenn Leckerbissen locken (On n‘est pas sorti de l‘auberge)
- 1984: Dog Day – Ein Mann rennt um sein Leben (Canicule)
- 2010: Nix zu verhaften (Protéger & servir)
- 2013: Der jüdische Kardinal (Le métis de Dieu)
- 2023: Das Nonnenrennen (Juste ciel!)